# Gonomyia (Gonomyia) justifica
Gonomyia (Gonomyia) justifica is een tweevleugelige uit de familie steltmuggen (Limoniidae). De soort komt voor in het Palearctisch gebied.